# Kałantajiw
Kałantajiw (ukr. Калантаїв) – wieś na Ukrainie, w obwodzie kirowohradzkim, w rejonie aleksandryjskim, w hromadzie Wełyka Andrusiwka. W 2001 liczyła 511 mieszkańców.